# Ratchet & Clank: Size Matters
Ratchet & Clank: Size Matters és un videojoc de plataformes desenvolupat per High Impact Games, empresa creada per antics membres de la desenvolupadora tradicional de la sèrie Ratchet & Clank, Insomniac Games, i distribuït per Sony Computer Entertainment. Va ser llançat al mercat originalment per a PlayStation Portable el 2007, concretament el 2 de maig d'aquest any a Europa.1 Posteriorment es va anunciar el desenvolupament d'una versió per a PlayStation 2, la qual va ser comercialitzada a partir del 19 de març de 2008 als Estats Units, i el 28 de març a Europa.
Size Matters és el cinquè videojoc de la sèrie. El seu argument és similar al que s'ha vist en les tres primeres entregues, ambientat a l'univers de fantasia que engloba tota la sèrie. En Ratchet i en Clank es troben durant les seves vacances al planeta Pokitaru on troben una nena anomenada Luna, que és segrestada per un grup de robots (anomenats tecnomites). A partir d'aquí, tots dos recorren cada planeta de la galàxia per buscar-la, però en realitat forma part d'una conspiració per atrapar Ratchet amb l'objectiu de crear un exèrcit malèvol a base de clons. El sistema de joc és similar a les tres primeres entregues, barrejant fases d'acció amb nivells de plataformes, fent més èmfasi en aquests últims. Bastant més curt que els anteriors (5-7 hores de joc).

## Recepció

### Crítiques
La versió original de PlayStation Portable del joc va rebre crítiques positives. Game Informer va puntuar 9/10 i li va concedir el "Handheld of the Month" per a l'abril de 2007. IGN li va donar 9.0/10. D'altra banda, el port de PlayStation 2 del joc va rebre puntuacions tèbies, amb IGN que li va donar una puntuació de 6/10, citant els seus pobres gràfics, joc avorrit i problemes tècnics.

### Vendes
Size Matters va ser un dels jocs de PSP més venuts del 2007 i en general amb més d'un milió d'unitats.